# Завод суперфосфату у Махаді
Завод суперфосфату у Махаді – підприємство індійської хімічної промисловості, майданчик якого знаходиться у штаті Махараштра.
Завод, який став до ладу у 2015 році, може випускати 200 тисяч тон суперфосфату на рік, втім, у 2021/2022 бюджетному році фактичне виробництво склало лише 32 тисяч тон.
Суперфосфат продукують шляхом обробки фосфоритів сульфатною кислотою. Для майданчику в Махаді обидва зазначені види сировини закуповують на ринку, при цьому фосфорити доводиться імпортувати (Індія майже не володіє ресурсами цих корисних копалин, а продукція розташованого у Раджастхані гірничозбагачувального комбінату Дхамаркотра передусім споживається розташованими поруч численними заводами суперфосфату).  
Завод належить компанії Zuari Fertilisers & Chemicals Limited, яка через Zuari Agro Chemicals Limited належить до Adventz Group. Можливо відзначити, що останній належать потужні комплекси з виробництва добрив у Парадіпі, Мангалуру та Гоа.